# Indigofera saxicola
Indigofera saxicola är en ärtväxtart som beskrevs av George Bentham. Indigofera saxicola ingår i släktet indigosläktet, och familjen ärtväxter. Inga underarter finns listade i Catalogue of Life.